# Щекавицкая площадь
Щекавицкая площадь (до 2018 — Красная Пресня) — площадь в Подольском районе Киева. Расположена между Константиновской, Межигорской, Щекавицкой и Введенской улицами.
Названа в 1982 году в ознаменование дружбы трудовых коллективов Подольского района города Киева и Краснопресненского района г. Москвы. В центре площади была установлена бронзовая копия скульптуры И. Д. Шадра «Булыжник — оружие пролетариата».
В 2006—2007 годах на площади планировалось соорудить храм Украинской епархии Армянской апостольской церкви, однако вследствие сопротивления жителей строительство было приостановлено. Перед этим памятник «Булыжник — орудие пролетариата» был перенесён из центра площади на другую сторону Щекавицкой улицы, к скверу напротив кинотеатра «Жовтень».
В 2006—2008 годах Комиссия КГГА по вопросам переименований и памятных знаков рекомендовала переименовать площадь в честь советского кинорежиссёра Сергея Бондарчука, но депутаты Киевсовета не проголосовали за такое решение.
15 ноября 2018 года на пленарном заседании депутаты Киевского городского совета приняли решение переименовать площадь на Щекавицкую. Решение о переименовании вступило в силу после официального опубликования в газете «Крещатик».

## Транспорт
- Автобус 72
- Трамваи 11, 12, 19
- Станция метро «Контрактовая площадь»